# Charles Nelson
Charles Nelson (15 aprile 1901 – Los Angeles, 19 gennaio 1997) è stato un montatore statunitense.

## Carriera
Dopo aver curato il montaggio di una lunga serie di cortometraggi sul finire degli anni Trenta, passò ai lungometraggi risultando particolarmente attivo tra il 1940 e il 1967; tra gli altri, è suo il montaggio di pellicole passate alla storia del cinema quali Gilda (1946) di Charles Vidor e Il grande caldo (1953) di Fritz Lang.
Vincitore dell'Oscar per il miglior montaggio nel 1956 per Picnic di Joshua Logan, assieme a William A. Lyon, e candidato nella stessa categoria nel 1946 per L'eterna armonia e nel 1966 per Cat Ballou.

## Filmografia parziale
- La morte viene dall'ombra (A Night to Remember), regia di Richard Wallace (1942)
- Nessuno sfuggirà (None Shall Escape), regia di André De Toth (1944)
- L'eterna armonia (A Song to Remember), regia di Charles Vidor (1945)
- Gilda, regia di Charles Vidor (1946)
- La colpa di Janet Ames (The Guilty of Janet Ames), regia di Henry Levin (1947)
- Gli amori di Carmen (The Loves of Carmen), regia di Charles Vidor (1948)
- L'uomo del Colorado (The Man from Colorado), regia di Henry Levin (1948)
- Nata ieri (Born Yesterday), regia di George Cukor (1950)
- Kill the Umpire, regia di Lloyd Bacon (1950)
- Il cavaliere del deserto (Man in the Saddle), regia di André De Toth (1951)
- Ai confini del delitto (Two of a Kind), regia di Henry Levin (1951)
- Il grande caldo (The Big Heat), regia di Fritz Lang (1953)
- Ancora e sempre (Let's Do It Again), regia di Alexander Hall (1953)
- Phffft... e l'amore si sgonfia (Phffft), regia di Mark Robson (1954)
- La ragazza del secolo (It Should Happen to You), regia di George Cukor (1954)
- La battaglia di Fort River (Battle of Rogue River), regia di William Castle (1954)
- Mia sorella Evelina (My Sister Eileen), regia di Richard Quine (1955)
- Picnic, regia di Joshua Logan (1955)
- Una Cadillac tutta d'oro (The Solid Gold Cadillac), regia di Richard Quine (1956)
- Il pistolero dell'Utah (Utah Blaine), regia di Fred F. Sears (1957)
- Una strega in paradiso (Bell, Book and Candle), regia di Richard Quine (1958)
- Ritorno a Warbow (Return to Warbow), regia di Ray Nazarro (1958)
- Il fantasma dei mari della Cina (Ghost of the China Sea), regia di Fred F. Sears (1958)
- Addio dottor Abelman! (The Last Angry Man), regia di Daniel Mann (1959)
- Noi due sconosciuti (Strangers When We Meet), regia di Richard Quine (1960)
- La nave più scassata... dell'esercito (The Wackiest Ship in the Army), regia di Richard Murphy (1960)
- Il diavolo alle 4 (The Devil at 4 O'Clock), regia di Mervyn LeRoy (1961)
- L'affittacamere (The Notorius Landlady), regia di Richard Quine (1962)
- Ciao, ciao Birdie (Bye Bye Birdie), regia di George Sidney (1963)
- Sotto l'albero yum yum (Under the Yum Yum Tree), regia di David Swift (1963)
- Scusa, me lo presti tuo marito? (Good Neighbor Sam), regia di David Swift (1964)
- Cat Ballou, regia di Elliot Silverstein (1965)
- Barquero, regia di Gordon Douglas (1970)